# Хрусцина (Бжезький повіт)
Хрусцина (пол. Chróścina) — село в Польщі, у гміні Левін-Бжеський Бжезького повіту Опольського воєводства.
Населення — 321 особа (2011).

## Демографія
Демографічна структура станом на 31 березня 2011 року:
|          | Загалом | Допрацездатний вік | Працездатний вік | Постпрацездатний вік |
| -------- | ------- | ------------------ | ---------------- | -------------------- |
| Чоловіки | 151     | 25                 | 113              | 13                   |
| Жінки    | 170     | 33                 | 95               | 42                   |
| Разом    | 321     | 58                 | 208              | 55                   |